# Saba senegalensis
Saba senegalensis (Syn.: Landolphia senegalensis (A.DC.) Kotschy & Peyr., Vahea senegalensis A.DC.) ist eine Pflanzenart in der Unterfamilie der Rauvolfioideae innerhalb der Familie der Hundsgiftgewächse (Apocynaceae). Sie ist in Westafrika beheimatet. Die Frucht ist unter dem Namen Kaba bekannt, in Mandinka Kaba oder in Wolof Madd/ Maad; Findipuff in Diola. In Mali wird die Frucht Zaban oder auch Saba in Maninka genannt, je nach Sprachregion.

## Beschreibung

### Vegetative Merkmale
Saba senegalensis ist ein, öfters mehrstämmiger, Strauch oder eine Liane. Sie führt einen weißen Milchsaft (Latex). Der Stammdurchmesser kann 30–45 Zentimeter betragen. Die im Alter raue, schuppige Borke ist dunkelbräunlich.
Die gegenständigen und ganzrandigen, einfachen, leicht ledrigen Laubblätter sind kurz gestielt. Sie sind elliptisch bis länglich oder eiförmig bis -lanzettlich sowie bis etwa 8–15 Zentimeter lang und bis 4–6 Zentimeter breit. Die Spitze ist bespitzt bis spitz oder rundspitzig, die Blattbasis ist abgerundet bis stumpf. Die Nervatur ist gefiedert und heller sowie unterseits erhaben.

### Generative Merkmale
In einem endständigen, kurz gestielten schirmrispigen Blütenstand stehen die stark duftenden, fünfzähligen und gestielten Blüten zusammen. Die Blüten mit einem kleinen Kelch mit bespitzten Lappen, sind stieltellerförmig mit einem gelben Schlund. Sie haben eine schmale und grünliche, unten verdickte Kronröhre und ausgebreitete, weiße, verkehrt-eiförmige bis längliche sowie abgerundeten Kronlappen. Die eingeschlossenen Staubblätter mit kurzen Staubfäden sind unten in der Kronröhre angeheftet. Der oberständige Fruchtknoten besitzt einen kurzen Griffel, der meist unter der Ansatzstelle der Staubblätter endet, und eine längliche Narbe.
Die eiförmigen bis ellipsoiden, 7 bis 10 Zentimeter großen, grünlichen oder orangegelben bis rötlichen bräunlich gefleckten Früchte, Beeren haben eine raue, feingrubige Oberfläche. Sie enthalten 7–20 cremefarbene, flache und ellipsoide, glatte Samen, die, jeweils einzeln, von einer Schicht weichem, saftigem und gelbem Fruchtfleisch umhüllt sind. Die dicke und ledrige, feste Fruchtschale ist fibrös.

## Nutzung
Die Frucht wird zum Verzehr wie ein gekochtes Ei geöffnet. Das süßlich-saure und weiche Fruchtfleisch, um die einzelnen Samen herum, besteht zu ca. 20–30 % aus Kohlenhydraten und enthält ca. 0,1–0,2 % Vitamin C. Sie wird frisch, manchmal mit Zusatz von Zucker oder Salz, gegessen oder in der lokalen Küche Senegals und Gambias verarbeitet.
Der Latex wird medizinisch und als Klebstoff genutzt.
Die Blätter werden als Gewürz und medizinisch verwendet.

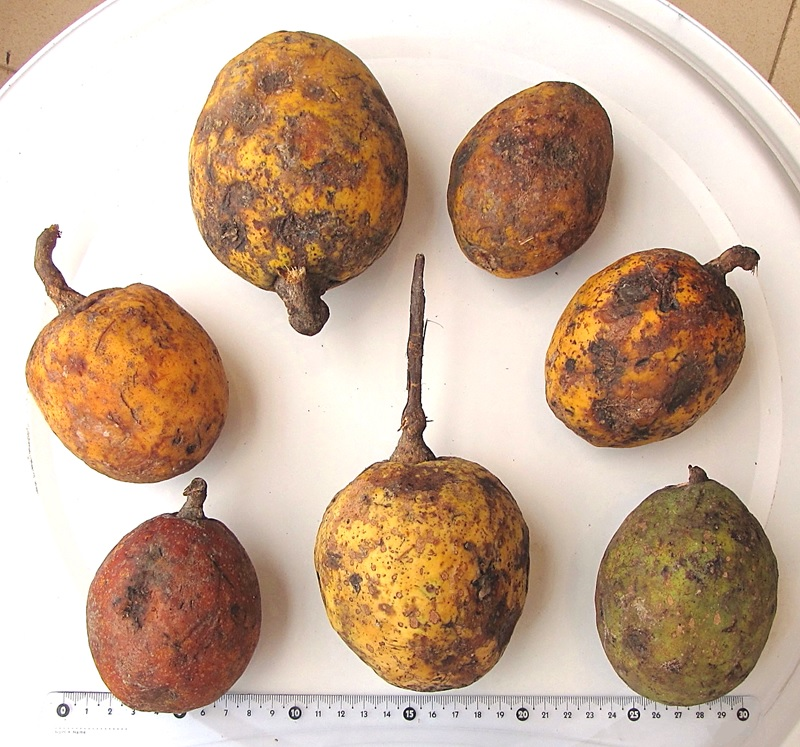
Saba senegalensis Früchte
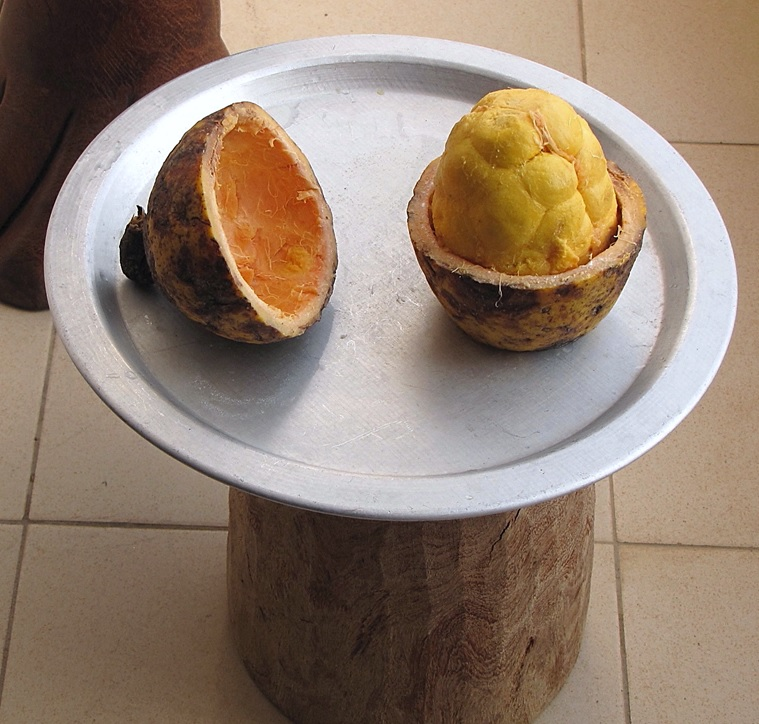
Geöffnete Frucht
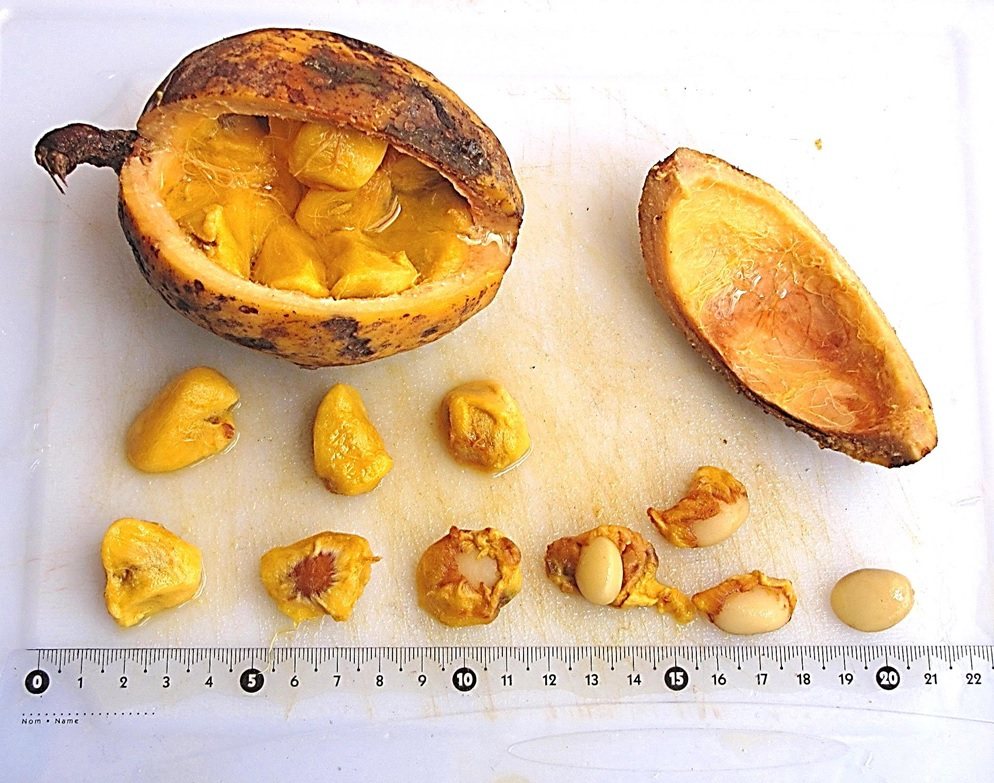
Geöffnete Frucht und Samen mit umgebendem Fruchtfleisch
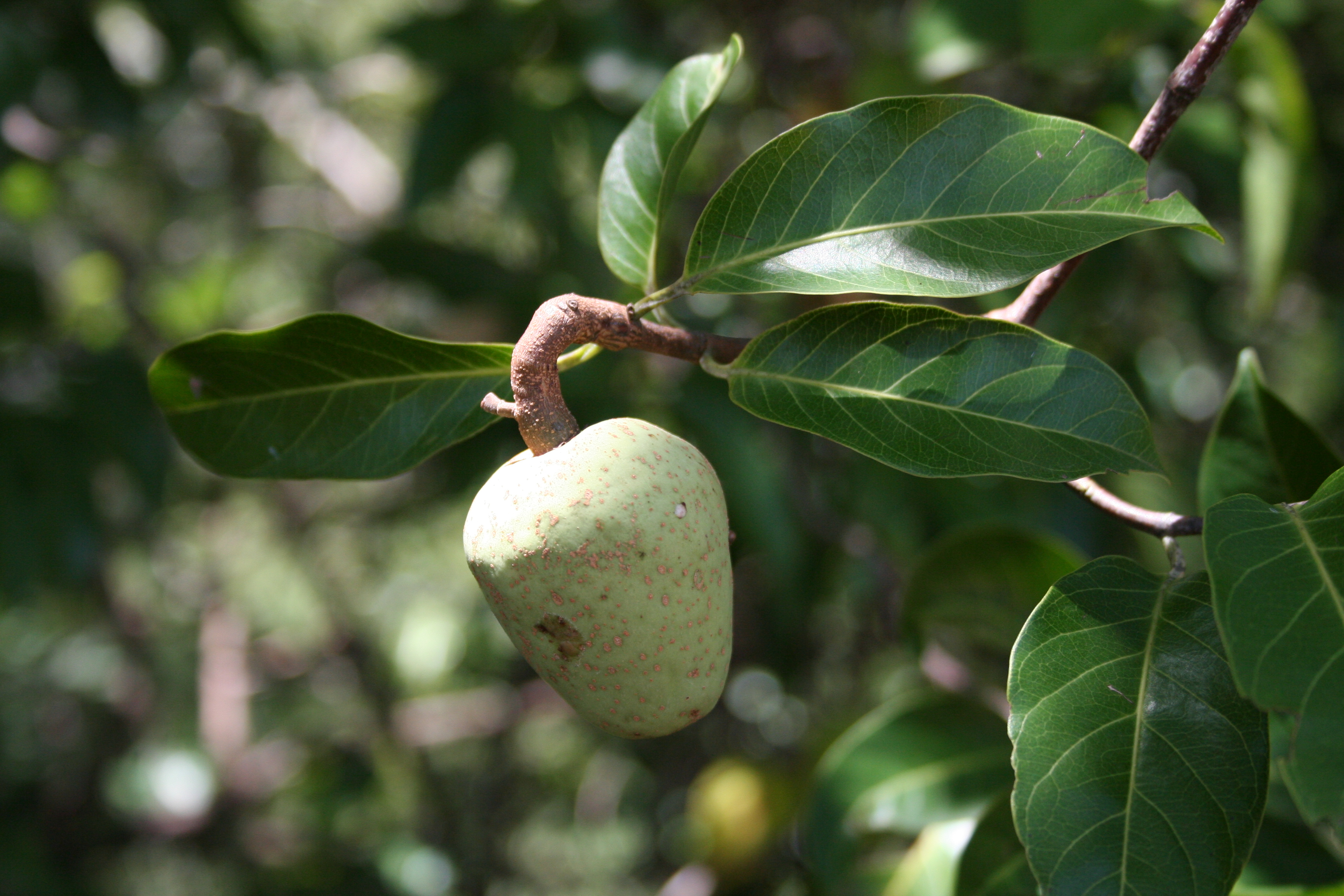
Eine Kabafrucht
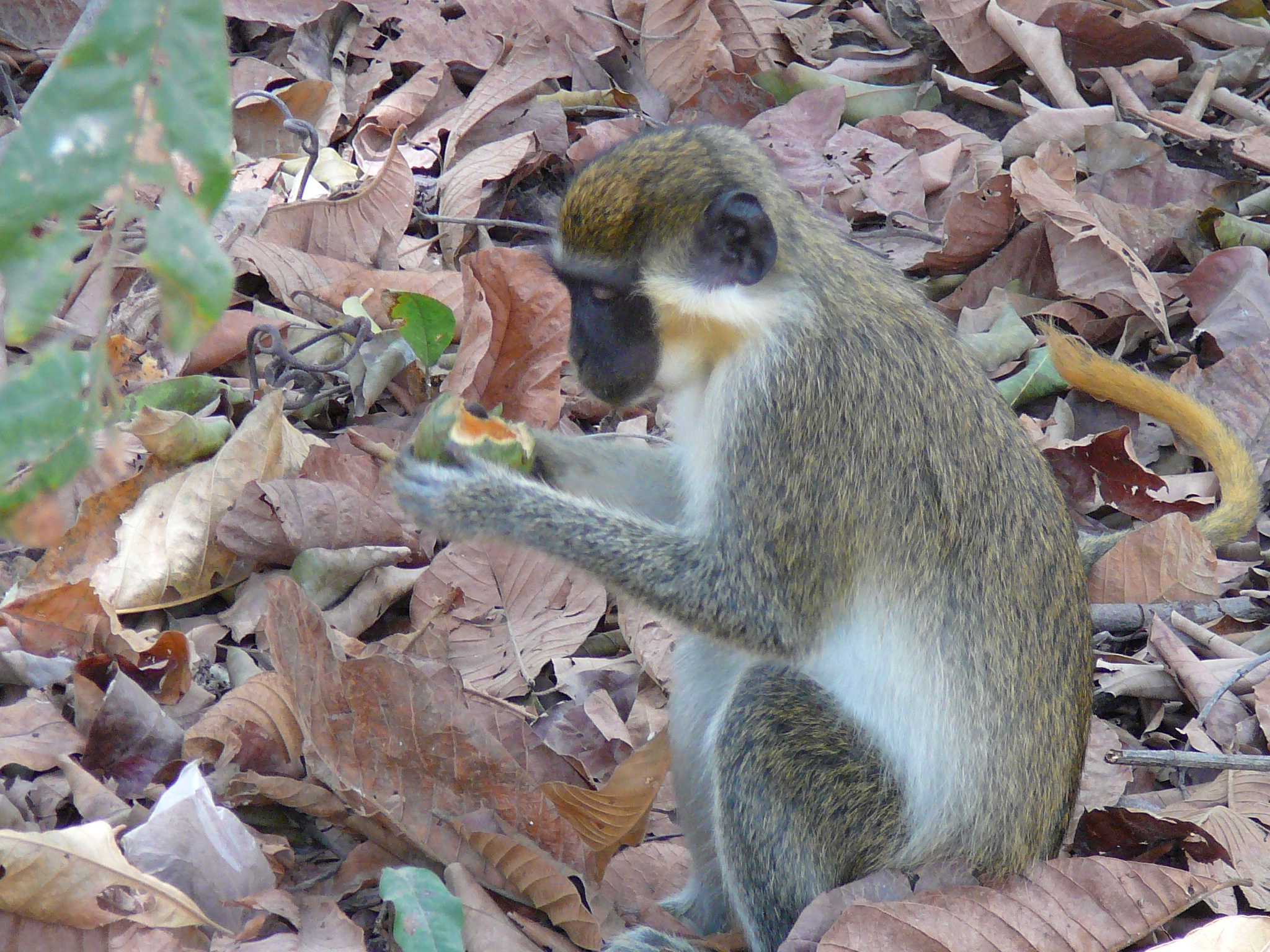
Eine Westliche Grünmeerkatze mit einer Kabafrucht
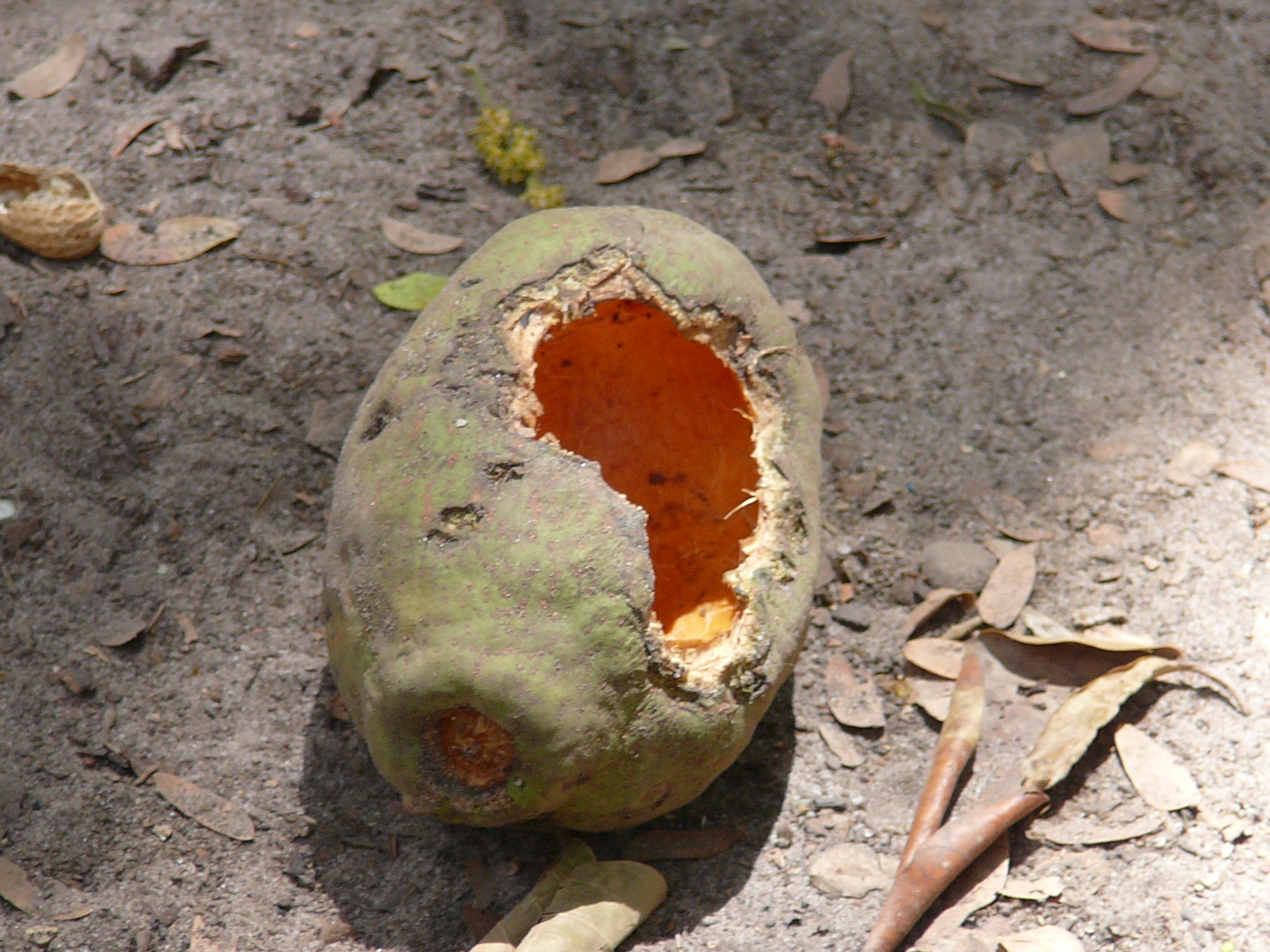
Eine Kabafrucht, nach einer Mahlzeit (vermutlich) durch eine Westliche Grünmeerkatze
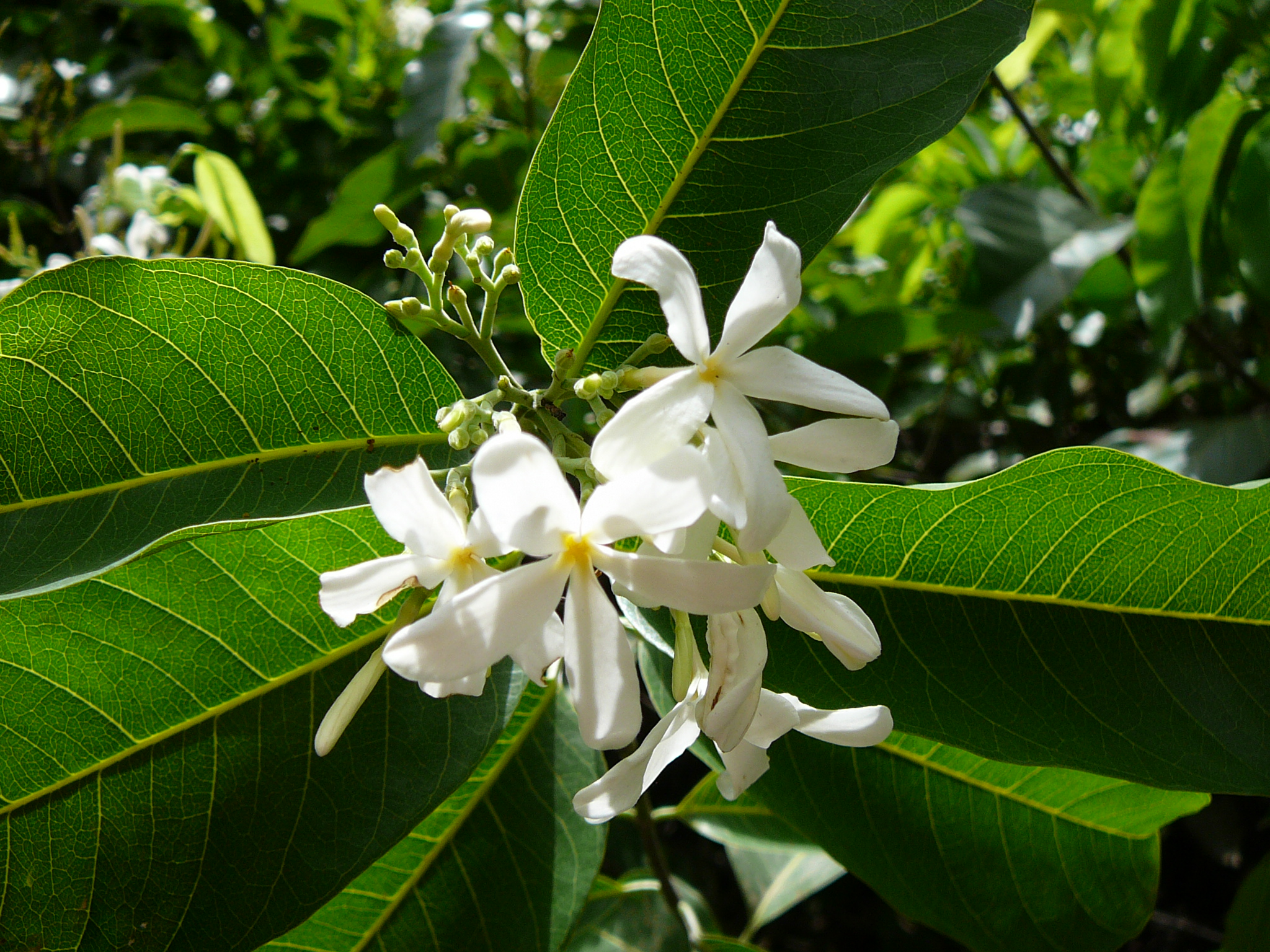
Blüten